# Трековий велосипед

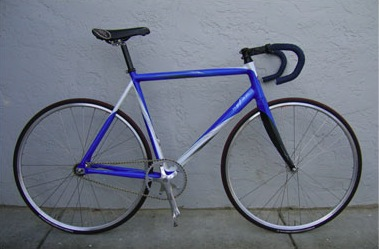
Трековий велосипед

Трековий велосипед — велосипед, призначений для їзди по велотреку. Трекові велосипеди зовні схожі з шосейними велосипедами, однак мають ряд принципових конструктивних відзнак. 

## Опис
Трековий велосипед має коротшу колісну базу, через що збільшується жорсткість рами. Діаметр коліс складає 622 мм (або 700 по системі ETRTO), як покришки частіше використовуються однотрубки. Через нахил полотна трека, кареточний вузол трекового велосипеда розташований вище, завдяки чому збільшується відстань між крайньою нижньою позицією педалей і покриттям треку на віражах. Наконечники заднього пір'я рами мають особливу форму у вигляді горизонтального вирізу, що дозволяє регулювати натягнення ланцюга за рахунок зміни положення осі заднього колеса. Трековий велосипед має всього одну, т. зв. фіксовану, або глуху передачу. Це означає, що педалі не мають вільного ходу щодо заднього колеса, вони безперервно обертаються. Даний ефект досягається за допомогою спеціальної конструкції втулки заднього колеса. Наявність тільки однієї передачі та відсутність традиційних гальм історично обумовлене скороченням ваги велосипеда. Гальмування на трековому велосипеді можливо тільки поступовим уповільненням ходу.

## Матеріал
Рами можуть бути виготовлені зі сталі, алюмінію, вуглецевого волокна або титану. Вуглецеві волокна є найбільш поширеним на професійному рівні.

## Передатне число
Трековий велосипед має тільки одну передачу, тому підбір значення передатного числа єдиної його передачі є вкрай важливим. Зменшення передатного числа дозволяє велосипеду швидше прискорюватися, проте високі передатні числа дозволяють стійкіше їхати.